# Michel Constantin
Michel Constantin (* 13. Juli 1924 als Constantin Hokloff in Billancourt; † 29. August 2003 in Draguignan) war ein französischer Schauspieler.

## Leben
Der Sohn osteuropäischer Einwanderer gab sein Filmdebüt 1956 in der Komödie Das Gänseblümchen wird entblättert mit Brigitte Bardot, in der er als Striptease-Zuschauer zu sehen war. Bekannt wurde er 1960 mit der Hauptrolle des Jo Cassine in Das Loch von Jacques Becker.
Seitdem war er vornehmlich in Gangsterrollen zu sehen, u. a. 1966 in Der zweite Atem von Jean-Pierre Melville, in Ein Bulle sieht rot von Yves Boisset und in Kalter Schweiß von Terence Young sowie als Kommissar in Ein toller Bluff von Georges Lautner.

## Filmografie (Auswahl)
- 1956: Das Gänseblümchen wird entblättert (En effeuillant la marguerite)
- 1960: Das Loch (Le trou)
- 1965: Nimm’s leicht, nimm Dynamit (Ne nous fâchons pas)
- 1966: Der zweite Atem (Le deuxième souffle)
- 1967: … und morgen fahrt ihr zur Hölle (Dalle Ardenne all’inferno)
- 1967: Der Millionen-Coup der Zwölf (Mise à sac)
- 1967: Jerk à Istanbul
- 1970: Brutale Stadt (Città violenta)
- 1970: Ein Bulle sieht rot (Un Condé)
- 1970: Kalter Schweiß (De la part des copains)
- 1970: Der Kommissar und sein Lockvogel (Dernier domicile connu)
- 1970: Der Mann mit der Torpedohaut (La peau de torpédo)
- 1972: Brutale Schatten (Un homme est mort)
- 1972: Der Mann aus Marseille (La Scoumoune)
- 1972: Ein toller Bluff (Il était une fois un flic)
- 1973: Der Koffer in der Sonne (La valise)
- 1973: La ragazza di Via Condotti
- 1976: Lancier, der Söldner (Les diamants du président) (TV-Mehrteiler)
- 1978: Ein Haufen verwegener Hunde (Quel maledetto treno blindato)
- 1981: Gefährliche Zeugen (Cappotto di legno)
- 1984: Die Glorreichen (Les morfalous)